# My Hero Academia: El despertar de los héroes
My Hero Academia: El despertar de los héroes (僕のヒーローアカデミア THE MOVIE ヒーローズ:ライジング Boku no Hīrō Akademia Za Mūbī: Hīrōzu: Raijingu?) es una película de anime de superhéroes, y la segunda película basada en el manga My Hero Academia de Kōhei Horikoshi. La película fue dirigida por Kenji Nagasaki, producida por Bones, y se estrenó en Japón el 20 de diciembre de 2019, mientras que en Norteamérica el 26 de febrero de 2020, obteniendo críticas positivas de los críticos. Los eventos de la película tienen lugar después del arco Meta Liberation Army del manga, durante el salto temporal de dos semanas.

## Trama
La Liga de Villanos está siendo perseguida por Endeavour y Hawks, mientras se aleja en un camión que transporta una carga misteriosa. Después de destruir el camión, a pesar de no poder detener a los miembros de la Liga, los héroes encuentran una cápsula de soporte vital vacía. El hombre dentro, Nine, un villano, se ha escapado y se reagrupa con su equipo de villanos, planeando crear una sociedad donde aquellos con fuertes Quirks gobiernen sobre aquellos que sean débiles.
La clase 1-A de la Academia U.A. ha sido enviada a la remota isla de Nabu como parte de un programa de seguridad. Izuku Midoriya, el usuario de One for All, conoce a Mahoro Shimano y a su hermano Katsuma, residentes de la isla. Uniéndose a ellos junto con su rival Katsuki Bakugo, descubren que Katsuma desea convertirse en un héroe, pero Mahoro busca disuadirlo, creyendo que su Quirk no es adecuado para lograr su objetivo.
Mientras tanto, el padre de Mahoro y Katsuma, que posee un Don curativo, es atacado por Nine y su grupo. Nine, que ha sido empoderado por All For One, ha recibido una versión más débil de su Quirk, puede robar y poseer hasta nueve Quirks para luego robar el don Activación Celular. Como su cuerpo no puede manejar todos sus Quirks sin sufrir daños, busca usar el Quirk robado para curarse a sí mismo, volviéndose casi invencible. Sin embargo, el Quirk robado es incompatible con su tipo de sangre. Nine conjetura que los hijos del hombre podrían poseer una mejor variante y los persigue.
Nine y su pandilla llegan a la isla y destruyen todos los medios de escape y comunicación. La Clase 1-A se entera de la invasión y se separa para detener a los villanos y escoltar a los residentes de la isla a un lugar seguro. Nine encuentra a los niños y confirma que Katsuma posee el Quirk que busca, pero Midoriya interviene antes de que pueda robarlo; sin embargo, ni él ni Bakugo están a la altura de Nine. A pesar de esto, lo obligan a retirarse debido al uso excesivo de sus Quirks.
La Clase 1-A se reagrupa y decide atacar a los villanos de frente, mientras espera la llegada de los otros héroes. Al evacuar a los isleños, la clase logra derrotar al resto de los compañeros de Nine, pero Nine los incapacita, a excepción de Midoriya y Bakugo. Al no ver otra forma de derrotar a Nine, Midoriya le transfiere el One For All a Bakugo, mientras usa las brasas sobrantes de su poder. Juntos, los dos luchan y derrotan a Nine, pero el One For All de Midoriya aparentemente se desvanece después.
Cuando llegan los héroes profesionales, All Might encuentra a Bakugo y Midoriya inconscientes. Se da cuenta de que One For All permanece dentro de Midoriya, ya que se interrumpió la transferencia a Bakugo, teorizando que los portadores anteriores de One For All desean que Midoriya se quede. En otra parte, Tomura Shigaraki encuentra y mata con rencor a Nine completamente debilitado, prometiendo crear el mundo que Nine quería, con Shigaraki como rey.
Con la pandilla de Nine detenida, la clase repara los daños en la isla antes de regresar a casa. Midoriya y Bakugo, que ha perdido la memoria de empuñar el One For All, se despiden de Katsuma y Mahoro. La película termina cuando Midoriya le asegura a Katsuma que puede convertirse en un héroe, como All Might le había hecho anteriormente.

## Reparto
| - Daiki Yamashita como Izuku Midoriya - Akeno Watanabe como Izuku (niño) - Nobuhiko Okamoto como Katsuki Bakugo - Sachi Kokuryū como Katsuki (niño) - Tomoyo Kurosawa como Mahoro Shimano - Yuka Terasaki como Katsuma Shimano - Yoshio Inoue como Nine - Mio Imada como Slice - Yūki Kaji como Shoto Todoroki - Kaito Ishikawa como Tenya Iida - Ayane Sakura como Ochaco Uraraka - Toshiki Masuda como Eijiro Kirishima - Yoshimasa Hosoya como Fumikage Tokoyami - Ryō Hirohashi como Minoru Mineta - Marina Inoue como Momo Yaoyorozu - Tasuku Hatanaka como Denki Kaminari - Kei Shindō como Kyoka Jiro - Kiyotaka Furushima como Hanta Sero - Masakazu Nishida como Mezo Shoji - Eri Kitamura como Mina Ashido - Toru Nara como Rikido Sato | - Aoi Yūki como Tsuyu Asui - Kaori Nazuka como Toru Hagakure - Kosuke Kuwano como Yuga Aoyama - Kosuke Miyoshi como Mashirao Ojiro - Takuma Nagatsuka como Koji Koda - Yūichi Nakamura como Hawks - Kōsuke Toriumi como Mummy - Shunsuke Takeuchi como Chimera - Kenta Miyake como All Might - Jun'ichi Suwabe como Shota Aizawa - Yasuhiro Takato como Nezu - Tetsu Inada como Endeavor - Masami Iwasaki como Yokumiru Mera - Yasuhiro Fujiwara como Rock Lock - Kōki Uchiyama como Tomura Shigaraki - Hiro Shimono como Dabi - Ryō Iwasaki como Spinner - Tsuguo Mogami como Mr. Compress - Misato Fukuen como Himiko Toga - Daichi Endō como Twice - Minoru Inaba como Kyudai Garaki |

## Producción
El 23 de marzo de 2019, un evento teatral en AnimeJapan 2019 anunció que se planeó una segunda película de My Hero Academia para ser lanzada en invierno de 2019, con Kōhei Horikoshi responsable de la supervisión y el diseño de los personajes originales. El 7 de julio, el título y la fecha de lanzamiento fueron revelados en el evento Hero Fest, con Horikoshi indicando que la película sería la última adaptación cinematográfica de la serie. El evento también reveló que Bones produciría la película, con Kenji Nagaski regresando como director, Yōsuke Kuroda como escritor, Yoshihiko Umakoshi como diseñador de personajes y Yuki Hayashi como compositor. El 11 de octubre, se reveló que Tomoyo Kurosawa se uniría al elenco como Mahoro, Yuka Terasaki interpretaría a Katsuma y que sumika interpretaría el tema principal, «Higher Ground». El 26 de septiembre, se anunció que Mio Imada había sido elegido como Slice y Yoshio Inoue había sido elegido como Nine. El 11 de noviembre, Weekly Shōnen Jump reveló que Kohsuke Toriumi y Shunsuke Takeuchi habían sido elegidos como los villanos Mummy y Chimera respectivamente, y el 6 de diciembre, se reveló que Yuichi Nakamura interpretaría a Hawks.

## Estreno
Toho estrenó la película en los cines de Japón el 20 de diciembre de 2019. El primer millón de espectadores que vieron la película recibieron un manga adicional escrito por Horikoshi, titulado Vol. Rising, el cual contenía una entrevista con el mangaka, diseños de personajes y bocetos. La película también se proyectó en 4D en dicho país el 24 de enero de 2020.